# Luciano da Rocha Neves
Luciano da Rocha Neves conocido simplemente como Luciano (Anapolis, Goiás, Brasil, 18 de mayo de 1993) es un futbolista brasileño. Juega de delantero y actualmente juega en el São Paulo que milita en el Campeonato Brasileño de Serie A.

## Trayectoria
Su debut fue el 8 de marzo de 2012, saliendo al campo tras ser sustituido por William en un partido en el que iban perdiendo 1-0 contra Gurupi por la Copa de Brasil.
Su debut en primera división brasileña (Serie A) fue el 13 de octubre de 2012, marcando el último gol en una victoria en casa por 3-1 contra el Internacional. Contribuyó en su equipo con cinco apariciones en liga, pero finalmente sufrió el descenso del equipo.
En 2013 Luciano se traspasó al Avaí FC de la Série B. De nuevo su debut se caracterizó por un gol en un partido que terminó en derrota 1-3 contra el Chapecoense.
En febrero de 2014 firmó un contrato de tres años con el club Corinthians. Su debut fue nueve días más tarde, sustituyendo a Romarinho en un partido del Campeonato Paulista que concluyó con una victoria local por 3-2 contra el clubs Rio Claro.
Posteriormente Luciano marcó dos goles consecutivos para el Timao, en una victoria en casa por 3-0 contra el Comercial, y de nuevo en otra victoria por 0-4 como visitantes contra el Linense. El 22 de agosto de 2014 consiguió un hat-trick en una victoria en casa por 5-2 contra Goiás.
El 19 de agosto de 2015, en un partido frente a Santos por la copa nacional, sufrió una grave lesión de rodilla. Estuvo recuperándose durante siete meses. Se volvió a incorporar a la plantilla en febrero del año siguiente.
El 24 de agosto del 2016 Luciano fue cedido por un año al CD Leganés, de la liga española, por una cláusula de compra. Sin embargo el equipo español no utilizó la cláusula y término volviendo al Corinthians.
El 12 de julio de 2017, el Panathinaikos Fútbol Club de la Superliga de Grecia confirmó el préstamo de Luciano desde el Corinthians hasta fin del año 2017, para luego ejecutar la cláusula de compra con un contrato hasta 2020.

## Estadísticas personales
| Club                | Temporada           | Campeonato nacional | Campeonato nacional | Copa nacional | Copa nacional | Competiciones continentales | Competiciones continentales | Otros torneios | Otros torneios | Total    | Total |
| Club                | Temporada           | Partidos            | Goles               | Partidos      | Goles         | Partidos                    | Goles                       | Partidos       | Goles          | Partidos | Goles |
| ------------------- | ------------------- | ------------------- | ------------------- | ------------- | ------------- | --------------------------- | --------------------------- | -------------- | -------------- | -------- | ----- |
| Atlético Goianiense | 2012                | 5                   | 2                   | 1             | 2             | —                           | —                           | 0              | 0              | 6        | 4     |
| Atlético Goianiense | Total               | 5                   | 2                   | 1             | 2             | —                           | —                           | 0              | 0              | 6        | 4     |
| Avaí                | 2013                | 25                  | 8                   | 2             | 2             | —                           | —                           | 3              | 3              | 30       | 13    |
| Avaí                | Total               | 25                  | 8                   | 2             | 2             | —                           | —                           | 3              | 3              | 30       | 13    |
| Corinthians         | 2014                | 33                  | 6                   | 8             | 4             | —                           | —                           | 8              | 5              | 49       | 15    |
| Corinthians         | 2015                | 6                   | 5                   | 1             | 0             | 2                           | 0                           | 12             | 3              | 21       | 8     |
| Corinthians         | 2016                | 15                  | 1                   | 0             | 0             | 2                           | 0                           | 7              | 0              | 24       | 1     |
| Corinthians         | Total               | 54                  | 12                  | 9             | 4             | 4                           | 0                           | 27             | 8              | 94       | 24    |
| Leganés             | 2016–17             | 25                  | 4                   | 2             | 0             | 0                           | 0                           | 0              | 0              | 27       | 4     |
| Leganés             | Total               | 25                  | 4                   | 2             | 0             | 0                           | 0                           | 0              | 0              | 27       | 4     |
| Panathinaikos       | 2017–18             | 9                   | 2                   | 0             | 0             | 4                           | 0                           | 0              | 0              | 13       | 2     |
| Panathinaikos       | Total               | 9                   | 2                   | 0             | 0             | 4                           | 0                           | 0              | 0              | 13       | 2     |
| Fluminense          | 2018                | 18                  | 3                   | —             | —             | 6                           | 2                           | —              | —              | 24       | 5     |
| Fluminense          | 2019                | 6                   | 2                   | 8             | 5             | 4                           | 2                           | 13             | 6              | 31       | 15    |
| Fluminense          | Total               | 24                  | 5                   | 8             | 5             | 10                          | 4                           | 13             | 6              | 55       | 20    |
| Grêmio              | 2019                | 19                  | 5                   | —             | —             | 1                           | 0                           | —              | —              | 20       | 5     |
| Grêmio              | 2020                | 1                   | 0                   | 0             | 0             | 1                           | 0                           | 14             | 3              | 16       | 3     |
| Grêmio              | Total               | 20                  | 5                   | 0             | 0             | 2                           | 0                           | 14             | 3              | 36       | 8     |
| São Paulo           | 2020                | 6                   | 3                   | 0             | 0             | 0                           | 0                           | —              | —              | 7        | 4     |
| São Paulo           | Total               | 6                   | 3                   | 0             | 0             | 0                           | 0                           | 0              | 0              | 7        | 4     |
| Total en la carrera | Total en la carrera | 168                 | 41                  | 22            | 13            | 20                          | 4                           | 57             | 20             | 268      | 80    |

## Clubes
| Club                | País   | Temporada       |
| ------------------- | ------ | --------------- |
| Atlético Goianiense | Brasil | 2012            |
| Avaí                | Brasil | 2013            |
| Corinthians         | Brasil | 2014-2017       |
| Leganés (prés.)     | España | 2016-2017       |
| Panathinaikos       | Grecia | 2017-2018       |
| Fluminense          | Brasil | 2018-2019       |
| Grêmio              | Brasil | 2019-2020       |
| São Paulo           | Brasil | 2020-Actualidad |

## Palmarés

### Campeonatos nacionales
| Competición                     | Equipo          | País   | Año  |
| ------------------------------- | --------------- | ------ | ---- |
| Campeonato Brasileño de Serie A | Corinthians     | Brasil | 2015 |
| Copa de Brasil                  | São Paulo F. C. | Brasil | 2023 |

### Distinciones individuales
| Distinción                                                                | Año  |
| ------------------------------------------------------------------------- | ---- |
| Jugador del mes del Campeonato Brasileño: noviembre de 2020               | 2020 |
| Premio Bola de Prata ESPN - Mejor delantero del Campeonato Brasileño-2020 | 2020 |
| Goleador del Campeonato Brasileño (18 goles)                              | 2020 |
| Goleador de los Juegos Panamericanos (5 goles)                            | 2015 |

## Internacional
Luciano fue convocado para la selección brasileña sub-23 con la cual representó a su país en los juegos Panamericanos en Toronto, Canadá. Fue el máximo goleador del torneo con cinco goles en tan solo cuatro partidos, y ganó una medalla de bronce.